# داريك مارتن
داريك مارتن (بالإنجليزية: Darrick Martin)‏ مواليد 6 مارس 1971 في دنفر، هو لاعب كرة سلة أمريكي. بدأ مسيرته الاحترافية في سنة 1994. يلعب في دوري الرابطة الوطنية لفئة التطوير. يبلغ طوله 5 قدم 11 بوصة (1.8 م). اعتزل اللعب في 2009.

## المسيرة الاحترافية
لعب مع مينيسوتا تمبر ولفز في سنة 1995، ثم لعب مع فانكوفر جريزليز في موسم 1995–1996، ثم لعب مع مينيسوتا تمبر ولفز في سنة 1996، ثم لعب مع لوس أنجلوس كليبرز من سنة 1996 إلى 1999، ثم لعب مع سكرامنتو كينغز من سنة 1999 إلى 2001، ثم لعب مع دالاس مافيريكس في سنة 2001، ثم لعب مع هارلم غلوبتروترز في سنة 2003.

## روابط خارجية
- داريك مارتن على موقع إن بي أي (الإنجليزية)
- داريك مارتن على موقع سبورتس رفرنس (الإنجليزية)
- داريك مارتن على موقع كرة السلة الأوروبية.كوم (الإنجليزية)
- داريك مارتن على موقع كلية كرة السلة في سبورتس رفرنس.كوم (الإنجليزية)
- داريك مارتن على موقع ريلجم (الإنجليزية)
- داريك مارتن على موقع بروبوليرز (الإنجليزية)